# Nahr-e Al Masadi
Nahr-e Al Masadi (em persa: نهرالمساعدي, também romanizada como Nahr-e Al Masāʿdī) é uma aldeia do distrito rural de Nasar, no condado de Abadan, na província de Khuzistão, Irã.